# Shigofumi
Shigofumi ~Stories of Last Letter~ (シゴフミ ～Stories of Last Letter～, Shigofumi ~Stories of Last Letter~, litt. Les lettres de l’après-mort ~Les histoires de la dernière lettre~) est un light novel de Ryō Amamiya en quatre volumes sorti en 2006. Il a été adapté par la suite en anime de douze épisodes d’environ 25 minutes chacun et un OAV sortis en 2008.

## Histoire

### Prologue
Les Shigofumi sont des lettres qu’un être humain est autorisé à écrire à la personne qu’il souhaite, au moment de sa mort s'il ressent une forte émotion (amour, peur, haine…).

### Synopsis
L’histoire parle de Fumika qui est chargée d’assurer la transmission des Shigofumi à leur destinataire.

## Personnages
- Fumika (フミカ/文伽?)
- Kanaka/Mayama (カナカ/マヤマ?)
- Chiaki (チアキ?)
- Matoma (マトマ?)
- Kaname Nojima (野島 要, Nojima Kaname?)
- Natsuka Kasai (葛西 夏香, Kasai Natsuka?)
- Kirameki Mikawa (美川 キラメキ, Mikawa Kirameki?)

## Roman

### Liste des tomes
| no | Japonais                              | Japonais       | Japonais       |
| no | Titre                                 | Date de sortie | ISBN           |
| -- | ------------------------------------- | -------------- | -------------- |
| 1  | シゴフミ ～Stories of Last Letter～ 1 | octobre 2006   | 978-4840235914 |
| 2  | シゴフミ ～Stories of Last Letter～ 2 | mars 2007      | 978-4840237659 |
| 3  | シゴフミ ～Stories of Last Letter～ 3 | novembre 2007  | 978-4840240659 |
| 4  | シゴフミ ～Stories of Last Letter～ 4 | 10 mars 2008   | 978-4840241878 |

## Anime

### Série télévisée

#### Fiche technique
- Titre original : シゴフミ ～Stories of Last Letter～ (Shigofumi ~Stories of Last Letter~)
- Titre français traduit : Les lettres de l’après-mort ~Les histoires de la dernière lettre~
- Réalisation : Tatsuo Satō
- Scénario : Ichirō Ōkouchi, Tomorō Yuzawa (créateur) adapté du light novel de Ryō Amamiya
- Pays d’origine :  Japon
- Langue : japonais
- Date de sortie
  -  Japon : 6 janvier 2008 - 22 mars 2008

#### Liste des épisodes
| No | Titre français              | Titre japonais | Titre japonais                          | Date de 1re diffusion |
| No | Titre français              | Kanji          | Rōmaji                                  | Date de 1re diffusion |
| -- | --------------------------- | -------------- | --------------------------------------- | --------------------- |
| 1  | Confession                  | コクハク       | Kokuhaku (Confession)                   | 6 janvier 2008        |
| 2  | Roquette                    | ロケット       | Roketto (Roquette)                      | 13 janvier 2008       |
| 3  | Amis                        | トモダチ       | Tomodachi (Amis)                        | 20 janvier 2008       |
| 4  | Larmes                      | ナミダ         | Namida (Larmes)                         | 27 janvier 2008       |
| 5  | Je suis de retour           | タダイマ       | Tadaima (Je suis de retour)             | 3 février 2008        |
| 6  | Cri                         | サケビ         | Sakebi (Cri)                            | 10 février 2008       |
| 7  | Éclat                       | キラメキ       | Kirameki (Éclat)                        | 17 février 2008       |
| 8  | Commencement                | ハジマリ       | Hajimari (Commencement)                 | 24 février 2008       |
| 9  | Réunion                     | サイカイ       | Saikai (Réunion)                        | 2 mars 2008           |
| 10 | Rencontre                   | デアイ         | Deai (Rencontre)                        | 8 mars 2008           |
| 11 | Éveil                       | メザメ         | Mezame (Éveil)                          | 15 mars 2008          |
| 12 | Les lettres de l’après-mort | シゴフミ       | Shigofumi (Les lettres de l’après-mort) | 22 mars 2008          |

#### Musique
La musique de la série est composée par Hikaru Nanase.
Générique de début
- Titre : Kotodama
- Interprète : ALI PROJECT

Générique de fin
- Titre : Chain
- Interprète : SNoW

### Doublage
- Kana Ueda : Fumika
- Yuki Matsuoka : Kanaka/Mayama
- Masumi Asano : Chiaki
- Masayuki Katō : Matoma
- Takuma Terashima : Kaname Nojima
- Saeko Chiba : Natsuka Kasai
- Rikiya Koyama : Kirameki Mikawa

### OAV
Par la suite (ソレカラ, Sorekara, litt. Par la suite) est un OAV, considéré comme le 13e épisode de la série télévisée, sorti le 26 septembre 2008.